# 例えば
「例えば」（たとえば）は、2021年5月19日に配信シングルとしてリリースされた花譜の楽曲である。同日YouTube上にてミュージックビデオが公開された。
劇場アニメ「映画大好きポンポさん」の挿入歌として使用され、2021年6月4日に発売された『映画大好きポンポさん オリジナルサウンドトラック』にも収録されている。
また、2023年3月8日には花譜の3rdアルバム『狂想』にも収録された。

## 背景と特色
同じく『映画大好きポンポさん』挿入歌となっているEMAの「反逆者の僕ら」、主題歌となっているCIELの「窓を開けて」と同様にカンザキイオリが書き下ろした楽曲である。監督である平尾隆之による依頼のもと制作されたが、その際の参考楽曲はカンザキの好きなアーティストのものであった。
コロナ禍の影響により、花譜の自宅にてレコーディングが行われた。ギターの疾走感に花譜の透き通った歌声が重なり、ミュージックビデオで描かれる雄大な景色に響き渡るような力強いギターロックの楽曲となっている。登場人物が行う創造の意味を強烈に表現する世界観を目指して制作された。カンザキにとってはあまり挑戦したことのないような気色の作品であった。
花譜は過去にも映画の主題歌を担当したことがある。そのような作品を収録する際には、その作品のキャラクターや映画のワンシーンが登場するときがあると語っている。本楽曲のインタビューでは、「夜が降り止む前に」が『ホットギミック ガールミーツボーイ』の主題歌として用いられた際も映画館で直接自分の声が流れるのを聞くまで実感が湧かなかったと回想している。また、花譜は映画を見た人がポンポさんのことを思い出す時に、頭の中でこの曲が流れると嬉しいと語っている。『映画大好きポンポさん』の予告動画では、大サビが使用されている。
本編の作中では、劇中でも重要なシーンである、それまでの苦しい状況から抜け出すカタルシスを感じるシーンにて使用された。主人公ポンポのアシスタントであるジーンがいくつもの「例えば」を切り貼りしてもがきながら確実に前に進んでいくシーンで、カンザキイオリによる歌詞がその場面とマッチし、劇中で活かされている。
花譜によると、映画では作中の登場人物の生活が映画の1–2時間に収められ様々なことが割愛されているのに、視聴者はそれを目まぐるしいとは思わず、あまりに自然で、本当に今を生きているように感じられることが、曲中の「例えばその光があれば 揺れる髪も爪の色も春風を知った雪雲も 全部を捨ててもいい どうでもいいんだよ」という歌詞に表現されている。ライターの泉夏音は本楽曲について、『映画大好きポンポさん』に登場するジーンやポンポといったクリエイターの内面を象徴するような曲だと感じたと評している。

## 制作スタッフ
ギターは伊藤翔磨による演奏である。ミュージックビデオの監督は涌元トモタカで、CGディレクターとして牛乳瓶、CGアニメーターとしてmonomane91、テクニカルアーティストとしてsachiko15、CGプロデューサーとして史耕がミュージックビデオの制作を行った。タイトルロゴはZUMAがデザインを行った。

## リミックス
2023年3月8日にリリースされたアルバム『狂想γ』では、ボカロPであるhigmaによるリミックスバージョン「例えば (higma Remix)」が収録された。

## ライブでの演奏
2021年6月12日に開催された『花譜 2nd ONE-MAN LIVE「不可解弐Q3 -魔法の無い世界-」』で演奏された。また、『V.W.P 1st ONE-MAN LIVE「現象」』前日（2022年4月15日）に開催された『「魔女集会」JOINT LIVE』でも、花譜のソロパートの楽曲として演奏された。
外部のライブイベントでも演奏されたことがあり、2024年12月1日にシンガポールで開催された「Anime Festival Asia Singapore 2024」に参加した際にも2曲目に演奏された。